# Roti prata

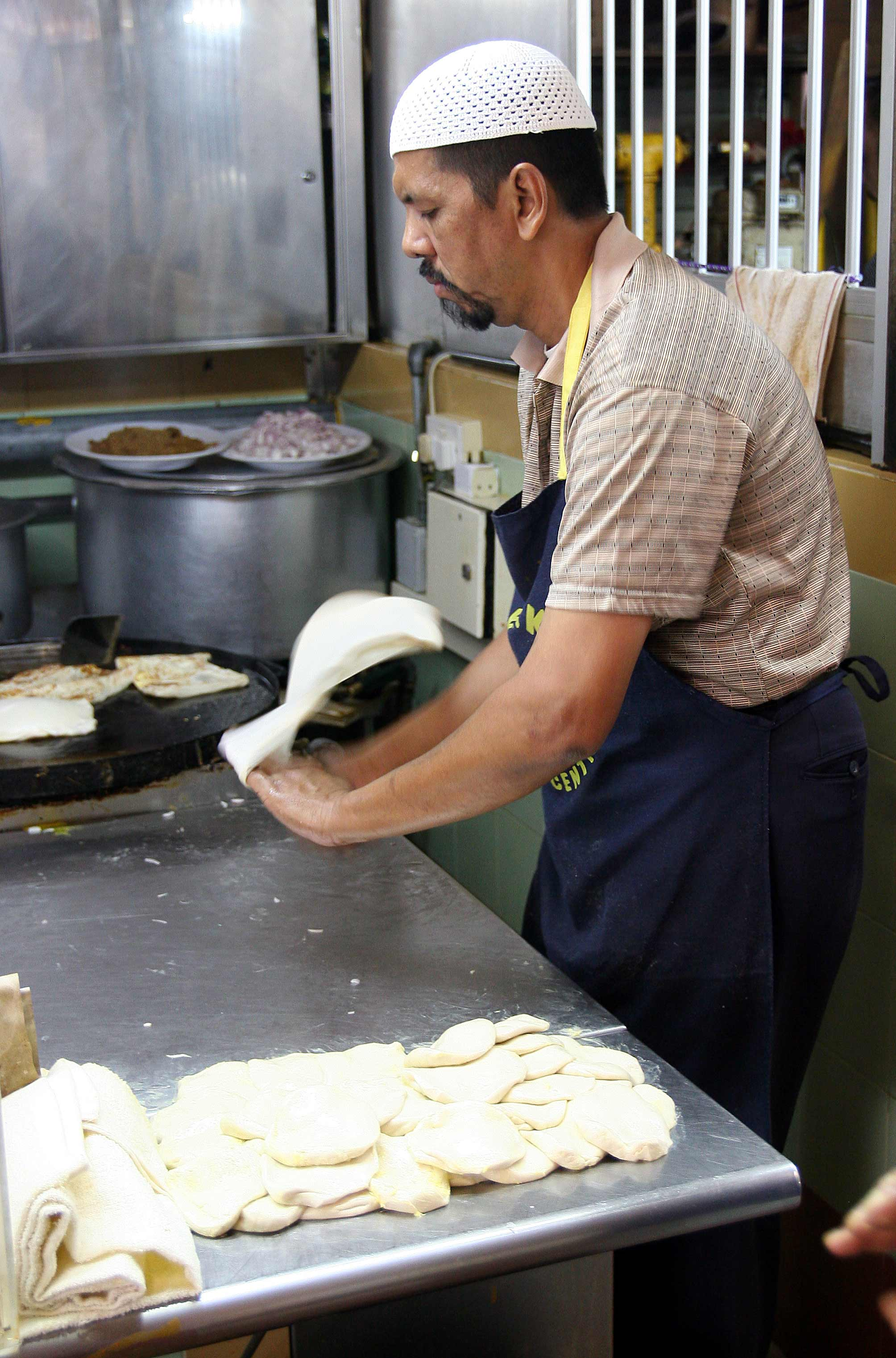
Preparació del roti prata.

Roti prata és un tipus de pa pla del tipus tortita que es cuina a la graella. Normalment es serveix amb verdures o amb carn amb curri. Prové de la gastronomia de Malàisia i la de Singapur. El roti prata també es cuina amb formatge, ceba, banana,mongetes vermelles, xocolata, bolets o ous. Es troba en la posició nº 45 de la llista dels menjars més deliciosos (World's 50 most delicious foods) compilada per CNN Go el 2011.